# 觀音山 (元朗區)

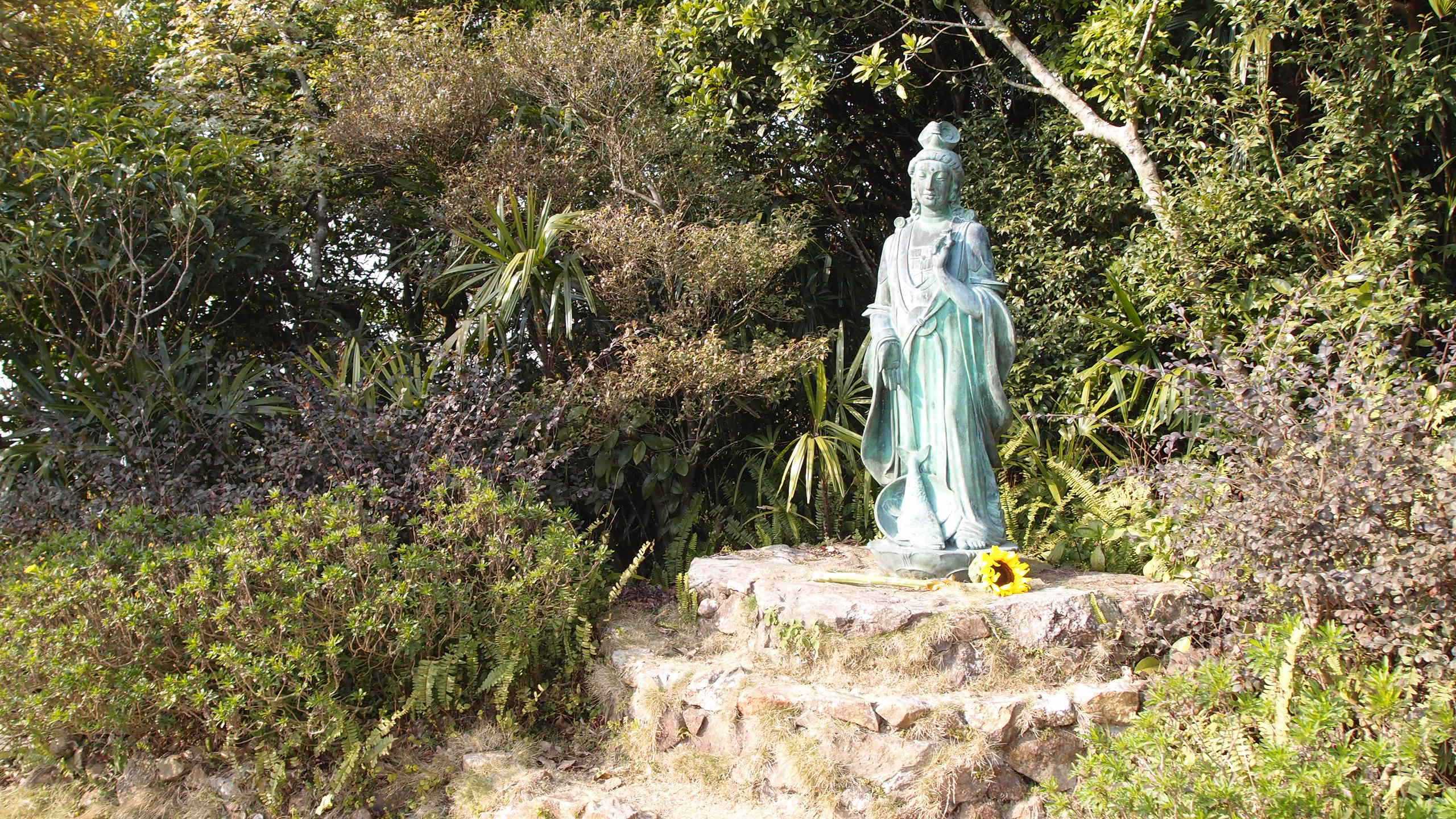
山頂熱氣洞附近的觀音像

觀音山（英語：Kwun Yam Shan）是香港新界元朗區東北部的一座山，位於大帽山以北近嘉道理農場一帶，海拔552米高。

## 歷史
根據清代《新安縣志》記載，觀音山因其峰頂建有觀音廟，因而得名，現時峰頂仍有一尊魚籃觀音像，而觀音像旁的熱氣洞（溫泉眼）更會排出暖氣。

## 人流
每年春天都有大量遊人前往嘉道理農場觀賞山櫻花及櫻桃花，前往觀音山山頂的園內車票迅即完售。